# Mistborn
Mistborn är en high fantasy-bokserie skriven av Brandon Sanderson. Den första serien består av tre böcker: The Final Empire, The Well of Ascension och The Hero of Ages. I Sverige har enbart de första två böckerna, Sista riket och Uppstigningens brunn givits ut av Modernista.
Den första boken handlar om Kelsier och flickan Vin som lever i en aristokratisk värld. Tillsammans ska de försöka störta Överstehärskaren och hans rike.

## Böcker i serien

### Trilogi 1
1. Sista Riket, 2015 (The Final Empire, 2006)
2. Uppstigningens brunn, 2016 (The Well of Ascension, 2007)
3. The Hero of Ages, 2008

### Wax and Wayne
1. The Alloy of Law, 2011
2. Shadows of Self, 2015
3. The Bands of Mourning, 2016
4. The Lost Metal, 2022[3]

## Annan media

### Spel
Ett bordsrollspel, Mistborn Adventure Game, släpptes under december 2011 av Crafty Games. Ett TV-spel är också under produktion. Spelet heter Mistborn: Birthright och är skriven av Sanderson.

### Film
I januari 2010 meddelade Sanderson att filmrättigheterna till Mistborn hade köpts av Paloppa Pictures. Rättigheterna gick ut år 2014.